# Samuel Ezeofor
Samuel Chukwudi Ezeofor, né le 8 mai 1967 à Onitsha au Nigeria, est un ecclésiastique anglican nigérian. Il est évêque du diocèse d'Ogbaru de 2007 à 2018, puis d'Aguata depuis 2018.

## Biographie

### Enfance
Ezeofor est né à Onitsha le 8 mai 1967. Il est le fils de Ichie Noël O. et de Juliana N. Ezeofor dans le village d'Ezioko dans Oko (Orumba North, Anambra State),. Ses parents ont dû quitter Onitsha pour Oko à cause de la guerre du Biafra. Il a été scolarisé à l'école centrale d'Oko et très rapidement associé à l'église en participant aux cours du dimanche et à la classe du lundi. Il fait ensuite partie des brigades d'enfants et de l'association anglicane de prières (Anglican Praying Association). Il participe à la chorale et à l'association des Jeunes Anglicans de l'église d'Oko. Dès 1979, il suit une formation au DCC Nnewi. En 1982, il est formé comme officier de la brigade des jeunes au D.M.G.S à Onitsha.

### Études universitaires
Il est ensuite scolarisé à l'Aguata High School où il obtient son certificat d'études de l'école ouest-africaine en 1985. Ses bons résultats scolaires lui permettent d'accédern à l'Université du Nigeria à Nsukka,. Dans cette université, il étudie la religion avec des spécialités comme les études bibliques et les langages bibliques. Il en sort diplômé en 1990 avec les honneurs de Première Classe.
L'obligation du service national (le National Youth Service Corps) le mène à Ibadan durant une année. Il rejoint ensuite l'université d'Ibadan pour son Master. Il y étudie l'ancien testament et devient en 1992 le major des étudiants de ce département. Il continue au Immanuel College of Theology d'Ibadan pour son diplôme de théologie qu'il obtient en 1994. Il est l'étudiant ayant obtenu les meilleurs résultats et le seul à obtenir une mention cette année-là. En 2000, il obtient son doctorat,.

### Évêque
En octobre 1994, il succède au révérend Mewa Ijatuyi comme chapelain d"une école du diocèse de Nnewi. Évêque depuis le 4 mars 2007, il est le deuxième évêque originaire d'Oko (après l'évêque Rowland N.C. Nwasu), et sert à ce titre au diocèse d'Ogbaru. En 2012, il fait partie des cinq évêques et 82 prêtres qui conduisent le convoi funéraire de la famille Anyene dont six membres sont morts dans le crash du Vol Dana Air 992. En juin 2016, il participe au pèlerinage des Martyrs de l'Ouganda et est le principal célébrant du sanctuaire anglican qui draine près d'un million de pèlerins à Namugongo. Durant les dix premières années de sa mission, il a fait construire une cathédrale, et mis en place un séminaire, une école, et un centre de conférence par le ministère des femmes du diocèse (dont son épouse fait partie).
Après onze années de service à Ogbaru, il rejoint le diocèse d'Aguata le 6 février 2018,. Le 3 avril 2018, il succède au révérend Christian O. Efobi, à la suite de son départ en retraite, comme évêque de l'évêché d'Aguata,.
En août 2018, depuis la basilique St James à Atani, il appelle les nigérians à retirer leurs soutiens au parti politique APC affirmant qu'ils ont déçu les nigérians au cours des quatre dernières années. DEpuis son ointronisation à l'évêché d'Aguata, il est devenu président de l'Evangelical Fellowship in the Anglican Communion (EFAC) du Nigeria et son épouse est evenue la présidente du ministère des femmes de la religion anglicance du diocèse.

### Vie privée
Il a épousé Chinyere Huldah, qu'il a rencontré durant ses études. Elle est la plus jeune fille du catéchiste Julius et son épouse Caroline Chukwuka. Ils ont eu 4 enfants.